# Ingeborg Jochum
Ingeborg Jochum (* 10. Oktober 1946 in Lech, Vorarlberg) ist eine ehemalige österreichische Skirennläuferin. Sie erreichte in den 1960er-Jahren mehrere Siege und Podestplätze in internationalen Rennen, wurde 1966 Österreichische Meisterin im Riesenslalom und belegte bei den Weltmeisterschaften 1966 den 21. Rang im Riesenslalom. Ihre Karriere war mehrfach durch Verletzungen unterbrochen.

## Karriere
Ab Beginn der 1960er-Jahre erzielte Jochum einige Erfolge im Nachwuchsbereich. Sie gewann 1962 und 1963 die Abfahrt des Austria Jugend-Cups, wurde 1962 in der Altersklasse Jugend I Österreichische Jugendmeisterin in Abfahrt und Slalom und 1964 in der klasse Jugend II Österreichische Jugendmeisterin im Riesenslalom. Auch bei internationalen Wettkämpfen erzielte sie in diesen Jahren bereits vordere Platzierungen. Den ersten Podestplatz in einem FIS-B-Rennen erzielte sie 1962 als Dritte des Riesenslaloms von Arosa; im Jänner 1963 erreichte sie mit dem zehnten Platz im Riesenslalom der Goldschlüsselrennen in Schruns ein erstes Top-10-Ergebnis bei einem stark besetzten A-Rennen. Einen Monat später erlitt die damals 16-Jährige ihre erste schwere Verletzung, als sie sich bei einem Sturz im Abfahrtslauf von Innsbruck ein Bein brach.
Im Laufe des Winters 1963/1964 fand Jochum wieder Anschluss an die Spitze. In der zweiten Saisonhälfte feierte sie Siege in Abfahrt und Kombination von Abetone sowie in zwei Riesenslaloms und der Kombination von Arosa. Am Beginn des folgenden Winters 1964/1965 erlitt sie jedoch während eines Abfahrtstrainings in Bad Gastein einen zweiten Beinbruch, weshalb diese Saison für sie schon frühzeitig zu Ende war. Nach ihrer zweiten Verletzungspause gelangen Jochum gegen Ende der Saison 1965/1966 wieder mehrere Siege und Podestplätze. Sie wurde österreichische Meisterin im Riesenslalom, gewann einen Riesenslalom in Arosa, siegte im norwegischen Hemsedal in Abfahrt, Slalom und Kombination und erreichte bei den Arlberg-Kandahar-Rennen in Mürren jeweils Rang drei in Slalom und Kombination. Damit sicherte sie sich einen Startplatz für die erst im August ausgetragenen Weltmeisterschaften 1966 im chilenischen Portillo. Dort kam sie nur im Riesenslalom zum Einsatz, den sie mit einem Sturz an 21. Position beendete.
Als im Winter 1966/1967 erstmals der Weltcup ausgetragen wurde, erreichte Jochum in den Weltcuprennen zwei vierte Plätze in den Riesenslaloms von Oberstaufen (Staufenpokal) und Vail sowie einen fünften Platz in der Abfahrt von Franconia. Den ersten Gesamtweltcup beendete sie auf Rang zwölf. Im Sommer 1967 wurde Jochums Karriere abermals durch eine schwere Verletzung unterbrochen. Bei einem Verkehrsunfall erlitt sie einen Bruch des Oberschenkels, der eine einjährige Rennpause zur Folge hatte. In der Saison 1968/1969 kehrte Jochum noch einmal zum Rennsport zurück. Ihr bestes Weltcupergebnis jenes Winters war der sechste Platz im Riesenslalom von Oberstaufen, im nicht zum Weltcup zählenden Riesenslalom der SDS-Rennen in Grindelwald wurde sie Dritte. Da weitere Spitzenresultate jedoch weitgehend ausblieben, beendete Jochum nach dieser Saison ihre Karriere.

## Erfolge

### Weltmeisterschaften
- Portillo 1966: 21. Riesenslalom

### Weltcup
- 3 Platzierungen unter den besten fünf

### Siege in FIS-Rennen
- Abfahrt und Kombination in Abetone 1964
- 2 Riesenslaloms und Kombination in Arosa 1964
- Riesenslalom in Arosa 1966
- Abfahrt, Slalom und Kombination in Hemsedal 1966
- Riesenslalom in Montréal 1967

### Österreichische Meisterschaften
- Österreichische Meisterin im Riesenslalom 1966